# 傑克·強生 (拳擊手)
傑克·強生，全名約翰·亞瑟·強生（英語：John Arthur Johnson），綽號「加爾維斯頓的巨人」，是一位具革命性意義的非裔美國拳擊手。他於1878年3月31日出生，1946年6月10日去世。在種族隔離的吉姆·克勞法實施的時代，約翰森成為首位非裔世界重量級拳擊冠軍（1908-1915），他的成就不僅限於體育領域，還對美國的種族關係產生了深遠影響。

## 早年生活
傑克·約翰森於1878年3月31日出生在德克薩斯州的加爾維斯頓。 他是亨利和蒂娜·約翰森的九個孩子中的第三個，父母是前奴隸。他的父親曾在美國內戰中擔任聯邦軍的駕駛員，並因戰爭受傷留下了一條萎縮的腿。約翰森在加爾維斯頓長大，並上了五年的學校。 年幼時，他身體虛弱，但後來在當地碼頭工作，並在賽馬場找到了工作。約翰森在紐約市結識了拳擊手巴巴多斯·喬·沃爾科特，並在健身房工作後開始學習拳擊。
約翰森在學校時曾被認為是個懦夫，常常受到白人孩子的保護。他的母親蒂娜對他的成長有重大影響，她告誡他，如果在學校被打敗，回家會受到更嚴厲的懲罰。 這種教育方式激勵了約翰森，他不再在學校打架中落敗。16歲時，約翰森搬到紐約市，與拳擊手巴巴多斯·喬·沃爾科特住在一起，並開始在當地馬廄工作。

## 拳擊生涯
傑克·約翰森於1898年11月1日在加爾維斯頓開始了他的職業拳擊生涯，擊倒了查理·布魯克斯。他在1901年2月25日與喬·喬因斯基的比賽中被擊敗，但兩人成為了朋友並一起練習。約翰森在1903年2月3日擊敗了丹佛·埃德·馬丁，贏得了有色人種重量級冠軍。他在1908年12月26日擊敗湯米·伯恩斯，成為世界重量級拳擊冠軍。他的勝利引發了種族緊張局勢，許多人尋求「偉大的白人希望」來奪回冠軍。

## 成為世界重量級冠軍
傑克·約翰森在1908年擊敗湯米·伯恩斯後成為世界重量級冠軍。他的勝利引發了全國範圍內的種族騷亂。1910年7月4日，他與詹姆斯·J·傑弗裡斯的比賽被稱為「世紀之戰」， 並再次引發騷亂和種族緊張局勢。約翰森在比賽中擊敗了傑弗裡斯，這場勝利被視為對種族歧視的一次重大挑戰。約翰森在冠軍期間經常受到媒體的關注，他的生活方式和態度使他成為爭議的焦點。強生擊敗身為白人的杰弗里斯導致美國各地引發了數十起種族騷亂。據電影人肯·伯恩斯所述，「十三年多來，傑克·強生是地球上最著名、臭名昭著的黑人拳擊手」。
約翰森在冠軍期間經常面臨挑戰，他不僅要面對對手的拳擊技術，還要應對社會上的種族歧視。他的成功不僅激勵了非裔美國人，也引起了白人至上主義者的不滿。約翰森在比賽中的表現和他在社會中的反抗精神使他成為當時最具爭議和影響力的人物之一。

## 個人生活

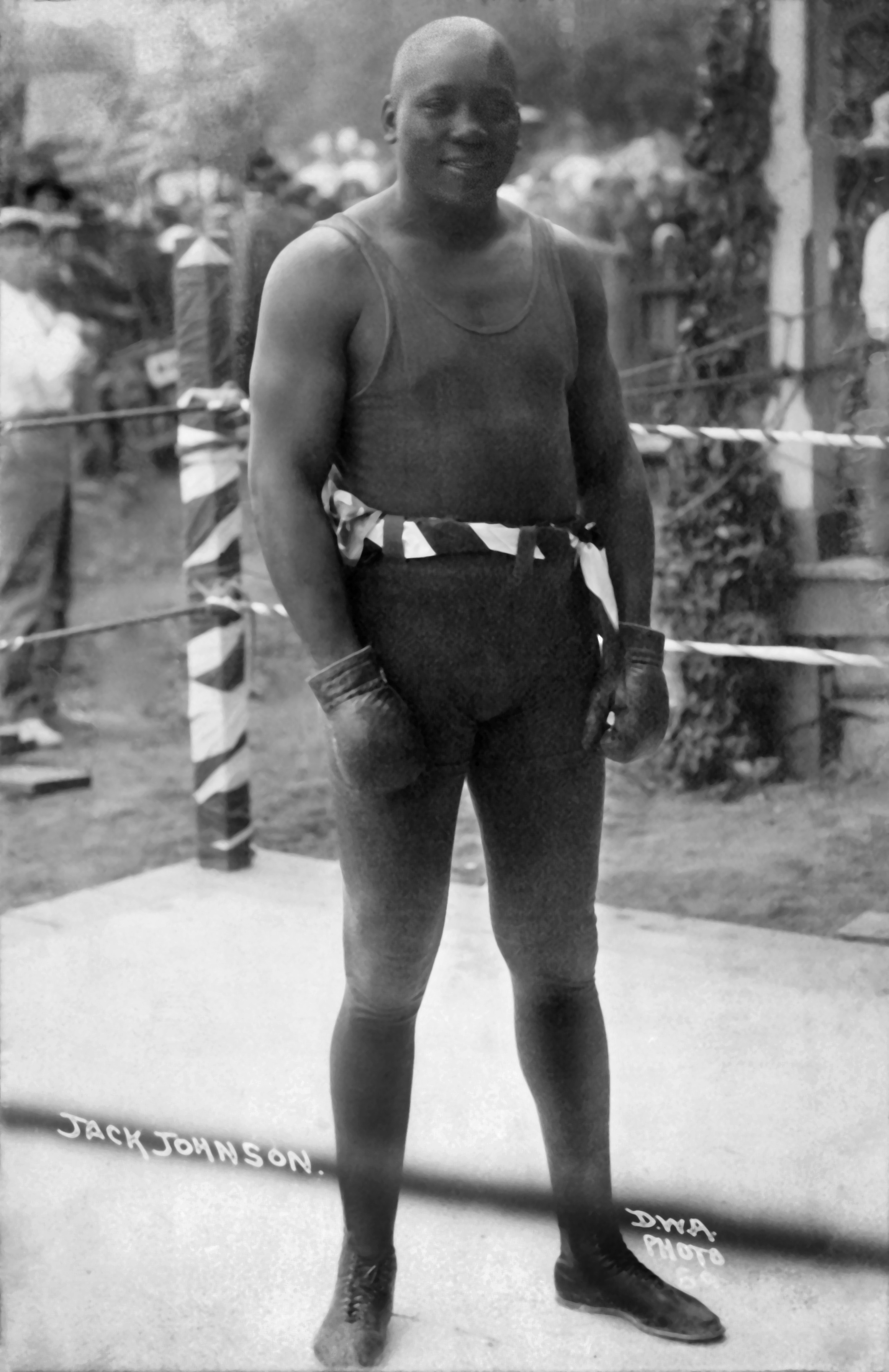
傑克·約翰森，約1910–1915年間拍攝

約翰森於1912年開設了一家成功的「黑白混合」餐廳和夜總會，這在當時的種族隔離背景下是一項大膽的舉措。這家餐廳和夜總會不僅為黑人和白人提供了共同娛樂的場所，也成為了約翰森挑戰社會種族隔離制度的象徵。約翰森的妻子是一名白人女性，這使得他成為政府和媒體的目標。。 1913年，約翰森因違反曼恩法被逮捕，該法禁止跨州運送女性進行「不道德行為」他被判刑一年零一天，並被迫支付1000美元罰款。 當時的《曼恩法案》禁止出於「不道德目的」跨州運送一名婦女，強生因違反該法案而被捕，這一出於種族動機的指控使他捲入了包括婚姻在內的人際關係爭議。
為了避免服刑，約翰森逃離美國，開始在歐洲和南美洲進行拳擊比賽。他在國外生活了七年，直到1920年才返回美國自首在萊文沃斯聯邦監獄並服刑。在服刑期間，他仍然保持著良好的身體狀態，並在出獄後繼續進行拳擊比賽。此外，他還涉足了其他商業活動，包括開設酒吧和表演賽車。約翰森於1946年因車禍去世，享年68歲。

## 遺產

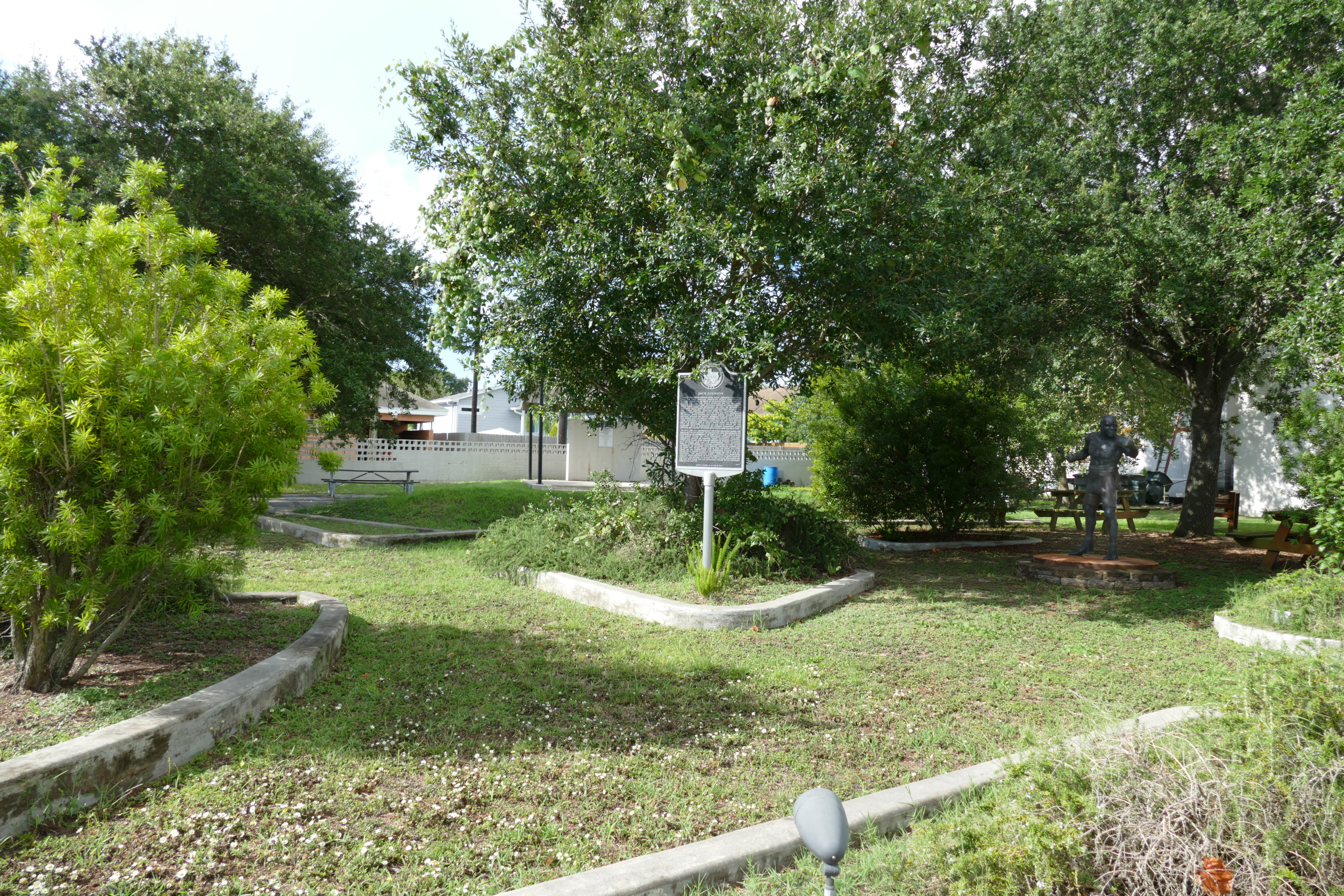
傑克·約翰森公園

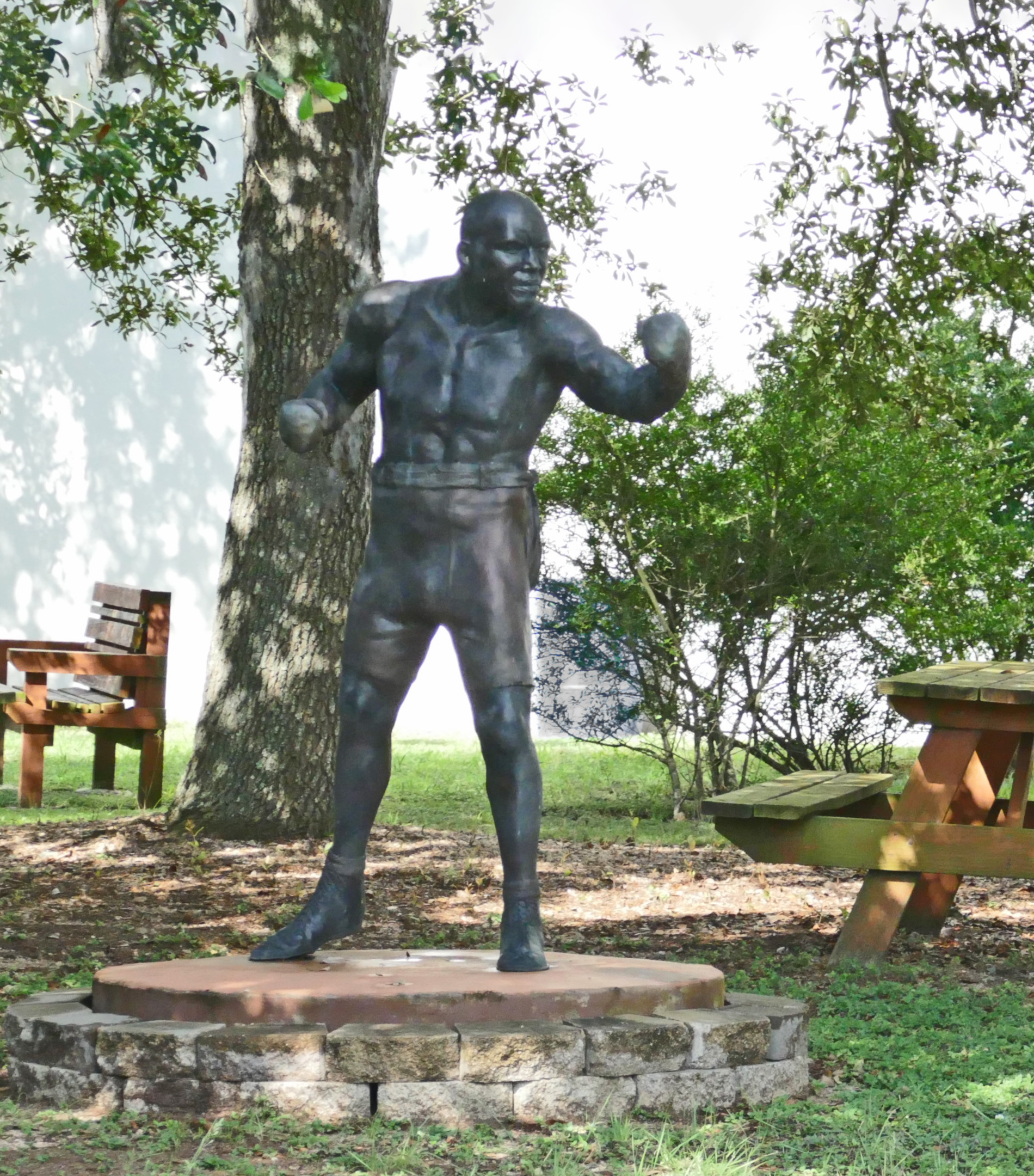
傑克·約翰森公園內的約翰森雕塑

傑克·約翰森被視為歷史上最具影響力的拳擊手之一。他不僅在拳擊運動中取得了卓越的成就，還挑戰了社會的種族歧視制度，成為非裔美國人權利運動的先驅。2018年，美國總統唐納德·特朗普在史泰龍的推動下，正式赦免了約翰森，這一舉動被視為對其生平和成就的正式承認和尊重。
約翰森的故事多次被改編成電影和紀錄片，他的生平事蹟激勵了無數人。他的勇氣和決心超越了拳擊運動，對美國社會的種族平等和公正產生了深遠影響。約翰森不僅是拳擊界的傳奇，更是美國歷史上對抗種族不公的象徵。

## 文化影響
傑克·約翰森的影響力遠遠超出了體育界，他成為了文化和歷史的象徵。他的生活和事蹟被多次改編成電影、書籍和紀錄片，包括由著名導演肯·伯恩斯制作的紀錄片《不屈的鬥士：傑克·約翰森》。這些作品不僅展示了他的拳擊成就，也探討了他在面對種族歧視和社會壓迫時的勇氣和堅韌。
傑克·約翰森的成就和影響力在歷史上得到了廣泛的認可和讚譽。他被視為打破種族壁壘的先驅，對後來的民權運動產生了深遠影響。約翰森的勇敢和堅韌不僅體現在拳擊台上，也體現在他面對社會不公的態度和行動中。約翰森的形象和故事也出現在音樂和文學作品中，成為許多藝術家和作家的靈感來源。他的生活故事激勵了無數人，包括後來的拳擊手和社會活動家。約翰森的遺產繼續激勵著人們，提醒他們在面對不公和壓迫時要勇敢地站出來。

## 延伸閱讀
- Ocania Chalk, Pioneers of Black Sport. New York: Dodd, Mead, 1975.
- Henry Louis Gates and Cornel West, The African-American Century: How Black Americans have shaped our Country. New York: The Free Press, 2000.
- Theresa Runstedtler, Jack Johnson, Rebel Sojourner: Boxing in the Shadow of the Global Color Line. Berkeley, CA: University of California Press, 2012.

## 外部連結
- Jack Johnson在BoxRec的職業拳擊紀錄
- Jack Johnson （页面存档备份，存于） at Flickr Commons
- ESPN Profile: Jack Johnson （页面存档备份，存于）
- ESPN.com: Jack Johnson （页面存档备份，存于）
- Unforgivable Blackness: The Rise and Fall of Jack Johnson （页面存档备份，存于）, a 2 part film by Ken Burns and PBS （页面存档备份，存于） 2005.
- Unforgivable Blackness: The Rise and Fall of Jack Johnson, A Review on Ken Burns' Documentary.
- Extended biography of Jack Johnson
- "The Johnson-Jeffries Fight and Censorship of Black Supremacy", by Barak Orbach.
- Famous Texans – Jack Johnson （页面存档备份，存于）
- Harlem 1900–1940: Schomburg Exhibit Jack Johnson (archived)
- Flashback: Jack Johnson Profiled （页面存档备份，存于）
- CBS News – A Pardon for Jack Johnson （页面存档备份，存于）
- "Jeffries is Defeated; Dragged Out Bleeding". Daily Press, July 5, 1910. United States Library of Congress.
- BFI, Jack Johnson Paying a Visit to Manchester Docks, 1911
- Johnson-Jeffries Fight: A Centennial Exhibit 的存檔，存档日期February 27, 2018，., University Libraries, University of Nevada, Reno.
- Johnson-Jeffries Fight （页面存档备份，存于）, Reno Historical （页面存档备份，存于）
- Jack Johnson In the Ring and Out （页面存档备份，存于）, Schomburg Center for Research in Black Culture, New York Public Library.

| 奖项与成就               | 奖项与成就                                               | 奖项与成就                        |
| ------------------------ | -------------------------------------------------------- | --------------------------------- |
| 前任者： 埃德·馬丁       | 世界有色人種重量級拳擊冠軍 1903年2月5日 – 1908年12月26日 | 繼任者： 山姆·麥克維 贏得空缺頭銜 |
| 前任者： 湯米·伯恩斯     | 世界重量級拳擊冠軍 1908年12月26日 – 1915年4月5日         | 繼任者： 傑斯·威拉德              |
| 紀錄                     |                                                          |                                   |
| 前任者： 鮑勃·菲茨西蒙斯 | 最年長的世界重量級拳擊冠軍 1914年4月14日 – 1919年1月4日  | 繼任者： 傑斯·威拉德              |